# 綏芬河口岸
綏芬河口岸（すいふんが-こうがん）は、中華人民共和国黒竜江省綏芬河市とロシア連邦沿海地方ポグラニチニの間に位置する陸路出入国検査場。

## 鉄道
綏芬河駅は浜綏線の終点であり、出入国検査場を経てロシア側の鉄道に接続している。
1951年、中国が鉄道主権を回復して以来ロシア極東との物流の拠点とされたが、駅設備の老朽化もあり貨物処理能力が不十分であるとされ1993年に第1次拡張工事が、2001年には第2次拡張工事が実施され、現在年間貨物処理能力は500万トン、通過旅客数は延べ100万人に拡張した。

## 道路
毎日1便、ハルビンからウラジオストクへと向かうバスが当地を通過する。